# Challenger de Matsuyama
El Matsuyama Challenger es un torneo profesional de tenis. Pertenece al ATP Challenger Tour. Se juega desde el año 2022 sobre pistas de dura, en Matsuyama, Japón.

## Palmarés

### Individuales
| Año  | Campeón                   | Finalista   | Resultado     |
| ---- | ------------------------- | ----------- | ------------- |
| 2022 | Hong Seong-chan           | Wu Tung-lin | 6-3, 6-2      |
| 2023 | Luca Nardi                | Taro Daniel | 3-6, 6-4, 6-2 |
| 2024 | Nicolas Moreno de Alboran | Alex Bolt   | 7-6(4), 6-2   |

### Dobles
| Año  | Campeones                        | Finalistas                              | Resultado        |
| ---- | -------------------------------- | --------------------------------------- | ---------------- |
| 2022 | Andrew Harris John-Patrick Smith | Toshihide Matsui Kaito Uesugi           | 6–3, 4–6, [10–8] |
| 2023 | Karol Drzewiecki Zdeněk Kolář    | Toshihide Matsui Kaito Uesugi           | 6–3, 6–2         |
| 2024 | Seita Watanabe Takeru Yuzuki     | Nicolas Moreno de Alboran Rubin Statham | 6–4, 6–3         |